# إميلي ستو
الدكتور إميلي هوارد ستو (1 مايو 1831-29 أبريل 1903) كانت أول طبيبة تمارس مهنة الطب بشكل منظم في كندا وناشطة في مجال حقوق المرأة والاقتراع. ساهمت ستو في تأسيس حركة الاقتراع النسائية في كندا وحملة لتأسس كلية الطب الأولى في البلاد للنساء. وتعتبر من أبرز وجوه حركة الأنثوية المسيحية.

## النشأة
ولدت إميلي ستو في أونتاريو ونشأة على العقيدة الكويكرز وشجعها والديها هي وأخواتها الخمسة على التعليم وأرسلت لمدرسة في رود آيلاند تابعة لجمعية الأصدقاء الدينية، بعد إكمال تعليمها عملت كمعلمة في مدرسة محلية لمدة سبع سنوات، وبدأ نشاطها في حقوق المرأة بعد أن قدمت طلب للالتحاق بجامعة فكتوريا في تورانتو ورفض الطلب لكونها امرأة.
عملت كمعلمة في مدرسة محلية لمدة سبع سنوات، وبدأ نضالها في مجال حقوق المرأة لتحقيق المساواة في عام 1858، بعد أن قدمت طلب للالتحاق بكلية فكتوريا في كوبورغ في تورونتو، ورُفض الطلب لكونها امرأة.
تقدمت بطلب إلى دار المعلمين في كندا العليا، والتي أسسها إجيرتون ريرسون في تورونتو، وبدأت في تشرين الثاني/نوفمبر في عام 1853 وتخرجت مع مرتبة الشرف الأولى في عام 1854. عُينت كمديرة لمدرسة عامة في برانتفورد في أونتاريو، وكانت أول امرأة تشغل منصب مديرة مدرسة عامة في كندا العليا، وعلّمت هناك حتى زواجها في عام 1856.
تزوجت من جون فيوسيا مايكل هوارد ستو في عام 1856. وأنجبت خلال السنوات السبع التالية لزواجها ثلاث أطفال: ولدان وابنة. أُصيب زوجها بالسل بعد ولادة طفلهما الثالث، ما جعلها تهتم مجددا بالطب بعد أن كان لديها خبرة في العلاجات العشبية والمعالجة المثلية منذ أربعينيات القرن التاسع عشر، فقررت ستو أن تترك التعليم وتصبح طبيبة.

## العمل الطبي
مُنعت ستو من الالتحاق بكلية تورونتو للطب في عام 1865، حيث أخبرها نائب المدير: «أبواب الجامعة ليست مفتوحة أمام النساء وأنا واثق من أنها لن تكون أبدا.» عجزت إميلي ستو عن دراسة الطب في كندا، وحصلت على شهادتها من كلية الطب في نيويورك للمعالجة المثلية في الولايات المتحدة في عام 1867، وعادت في العام نفسه إلى كندا وفتحت عيادة طبية في تورونتو في شارع ريتشموند.
اكتسبت ستو بعض الشهرة المحلية من خلال المحاضرات العامة حول صحة المرأة وحافظت على زبائن ثابتين من خلال إعلانات الصحف. منح رئيس كلية الطب في تورونتو عام 1870 ستو وزميلتها الطالبة جيني كيد تراوت تصريحا خاصا لحضور الفصول الدراسية وهو شرط للأطباء الممارسين ممن لديهم تراخيص أجنبية.
رفضت ستو إجراء الامتحانات الشفوية والكتابية وغادرت الكلية بسبب العداء الذي واجهته من قبل الطلاب وأعضاء هيئة التدريس الذكور.
منحت كلية الأطباء والجراحين في أونتاريو ستو ترخيصا لممارسة الطب في 16 حزيران/يوليو عام 1880 بناء على خبرتها في طب المعالجة المثلية منذ عام 1850. وجعل ذلك ستو ثاني طبيبة تحصل على ترخيص في كندا بعد تراوت.
وكانت ابنتها أوغوستا ستو-غولين أول امرأة تحصل على شهادة الطب في كندا.

## حقوق المرأة
التقت ستو مع سوزان ب. أنتوني أثناء دراستها الطب في نيويورك، وشهدت الانقسامات داخل حركة اقتراع النساء الأميركية، كما حضرت اجتماعات نادي للنساء في كليفلاند في أوهايو. تبنت ستو إستراتيجية تدريجية أعادتها إلى عملها في كندا.
أسست ستو نادي السيدات الأدبي في تورونتو والذي أطلق عليه فيما بعد اسم جمعية اقتراع النساء الكندية في عام 1883. وأدى ذلك لاعتبار ستو أم حركة الاقتراع في كندا. وقام النادي الأدبي بحملة لتحسين ظروف عمل النساء وضغط على الكليات لقبول النساء في التعليم العالي.
أدى اجتماع عام لجمعية الاقتراع في عام 1883 إلى إنشاء كلية أونتاريو الطبية للنساء. أصبحت ستو أول رئيسة لجمعية تحرير النساء في الدومينيون عندما تأسست في عام 1889 وبقيت رئيسة لها حتى وفاتها.
كان هناك ضغط على ستو بين التزامها تجاه حقوق النساء وبين ولائها الطبقي كما كان الحال بالنسبة للعديد من الناخبات، وفي حادثة قد تُظهر هيمنة الولاء الطبقي لديها، تجاوزت ستو رباط السرية بين الطبيب والمريض عندما كشفت عن طلب الإجهاض لمريضتها الخادمة المنزلية ساره آن لوفيل لصاحب عملها.
وانتقدت ستو مع ذلك البرنامج الاقتصادي للسياسة الوطنية في عام 1892، وعبرت عن اعتقادها بأنه لن يساعد الكنديين من الطبقة العاملة وكان بدلا من ذلك صفقة فاسدة لخدمة مصالح الشركات الكبرى.
تقاعدت ستو من مهنة الطب بعد أن كسرت وركها في مؤتمر النساء في معرض كولومبيا في عام 1893. كما شاركت إميلي وابنتها أوغوستا في برلمان نسائي زائف حيث اعتبرته النساء التماسا من وفد الرجال للحصول على حق التصويت.
استخدمت ستو بصفتها المدعي العام نفس الحجج التي قدمها البرلمان الكندي ضد النساء المطالبات بحق التصويت، ورُفض الالتماس. وتوفيت ستو في عام 1903 أي قبل أربعة عشر عاما من منح المرأة الكندية الحق في التصويت.

## الحياة الشخصية
عدت ستو نفسها من الكويكرز حتى عام 1879، ومن ثم أصبحت من الموحدين في عام 1879 وحضرت تجمع الموحدين الأول في تورونتو.

## الإرث
سميت كل من المدارس الابتدائية العامة في مسقط رأسها بلدة نورويتش وكذلك في كورتيس في أونتاريو باسمها (مدرسة إميلي ستو العامة). كما سمي ملجأ للنساء في تورونتو في كندا باسمها.

## مواقع خارجية
- Biography at the Dictionary of Canadian Biography Online
- Archive biography
- The Celebrated Abortion Trial of Dr. Emily Stowe, Toronto, 1879, Constance Backhouse,